# Замок Бларні

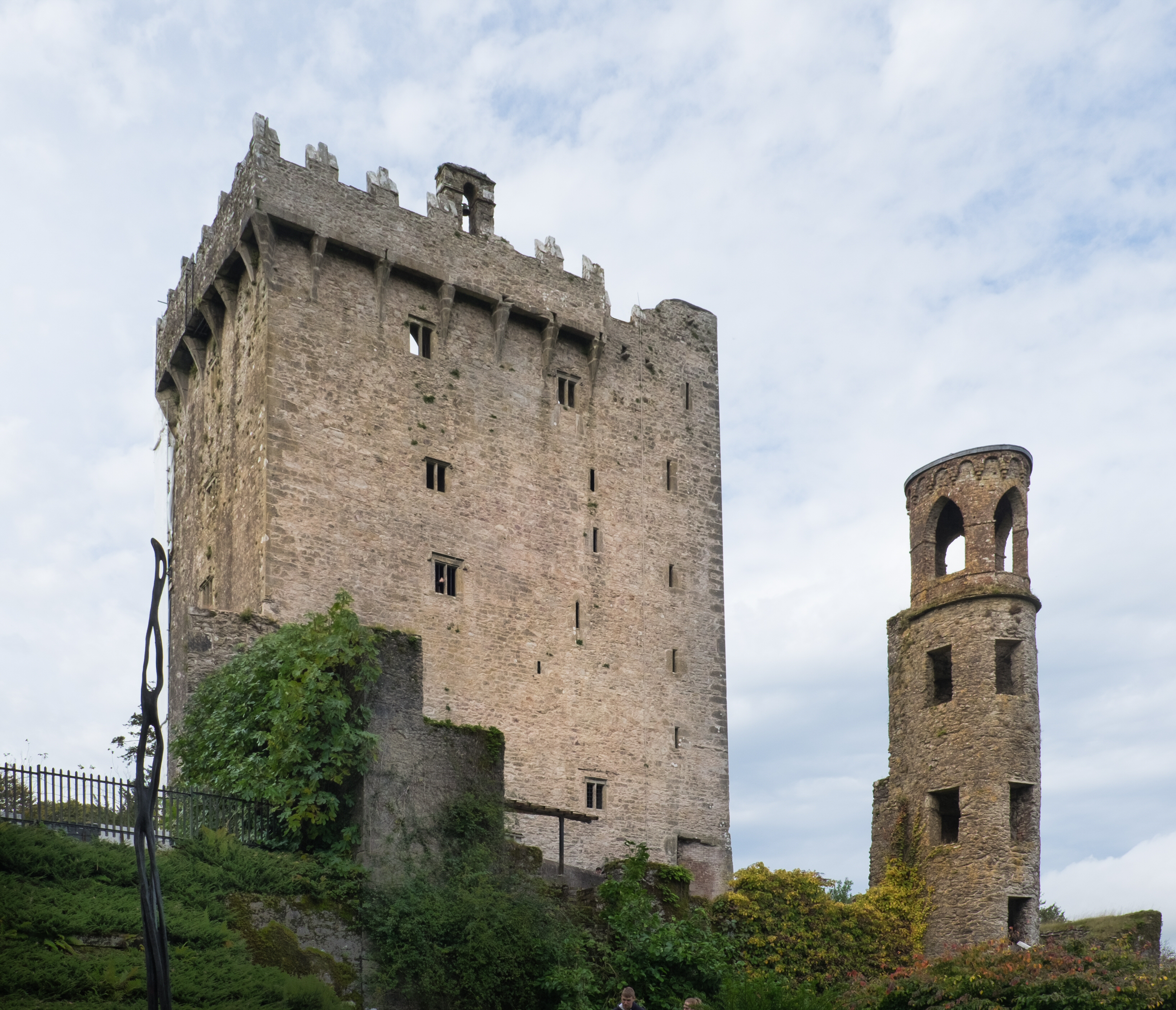
Замок Бларні.

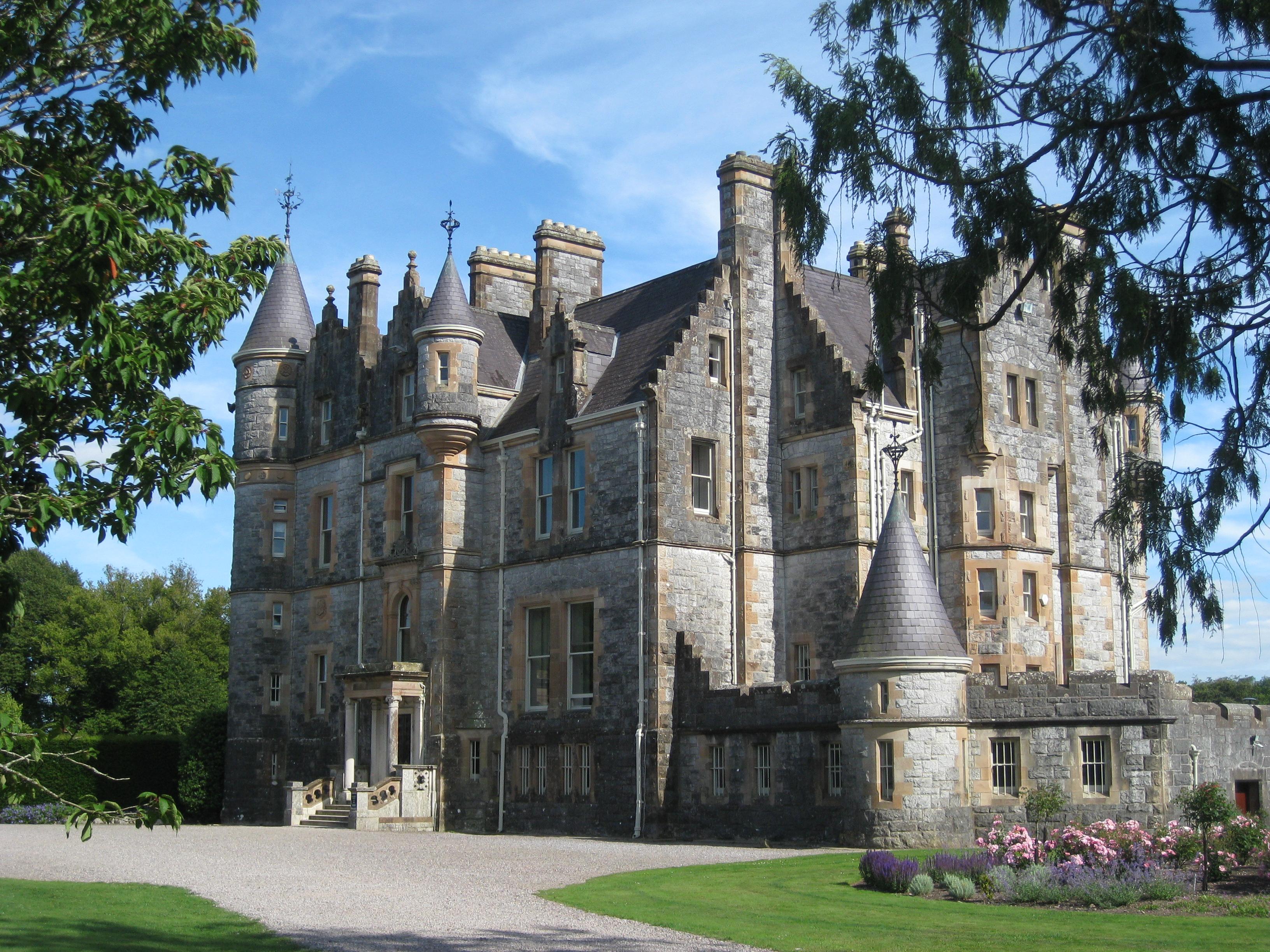
Бларні-Хаус.

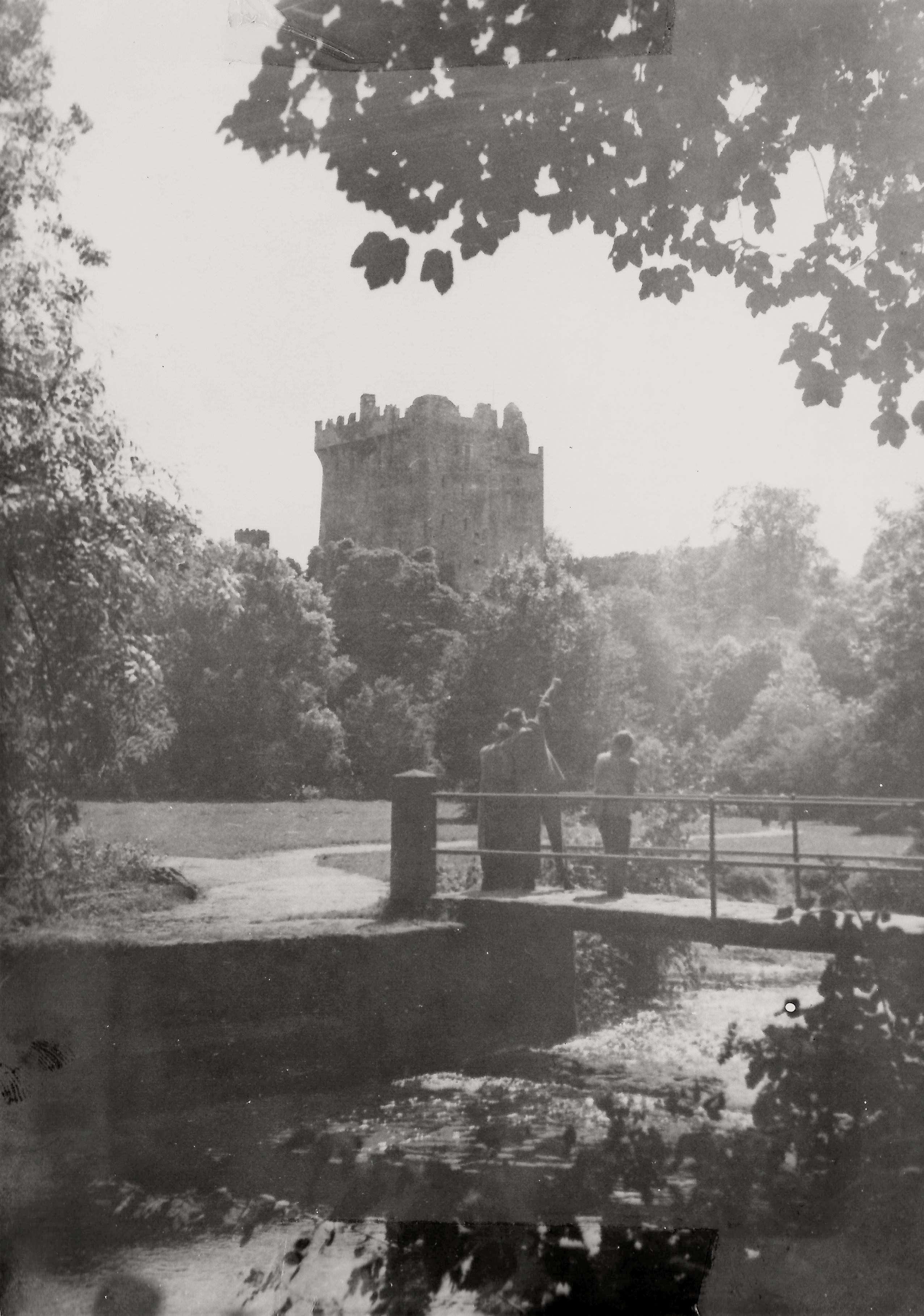
Замок Бларні в 1954 році.

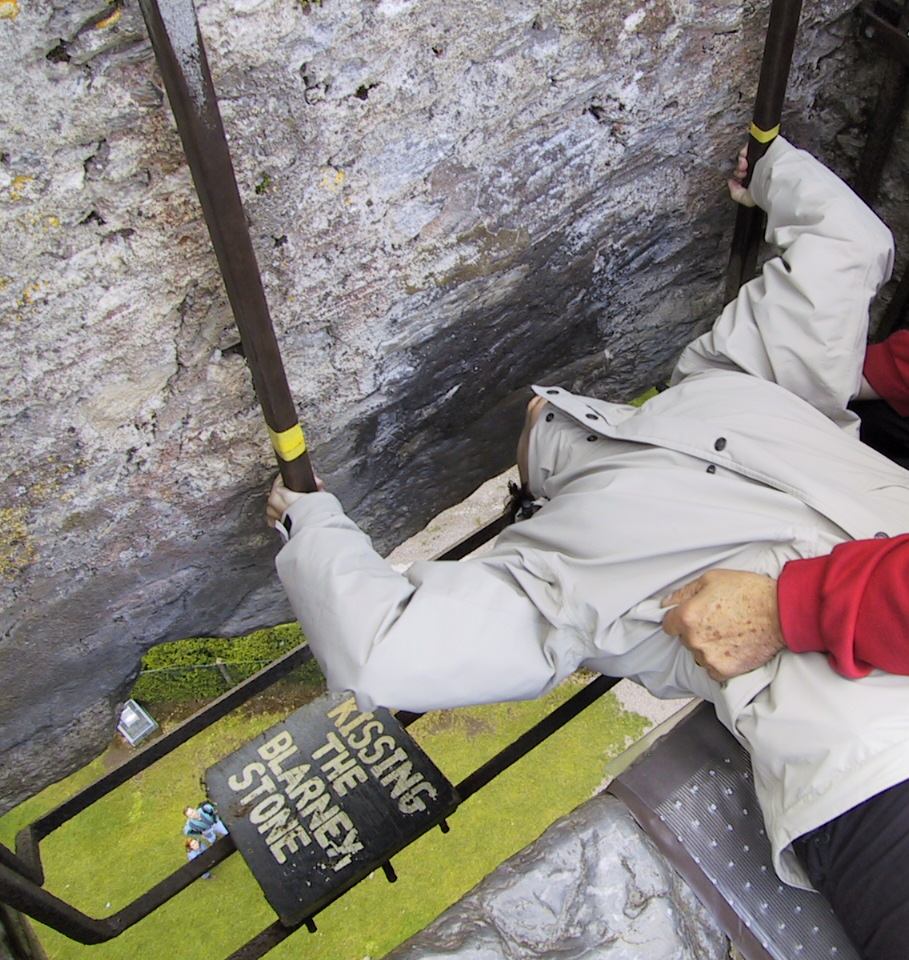
Поцілунок каменя Бларні.

Замок Бларні (англ. Blarney, ірл. Caisleán na Blarnan) — один із замків Ірландії, розташований в графстві Корк, в одноіменному селища Бларні, біля річки Мартін. Нинішня споруда замку Бларні була побудована на місці більш давніх оборонних споруд у 1446 році ірландським кланом Мак Карті Мускеррі, що був септою клану королів Десмонду (одного з королівств середньовічної Ірландії). Замок має камінь — так званий «Камінь Бларні», якому легенди приписують містичні та магічні властивості.

## Історія замку Бларні
Замок Бларні — третя за рахунком фортеця, збудована на цьому місці. Перша будівля була дерев'яною і датується X століттям. Близько 1210 роки замість неї побудували кам'яну фортецю. Згодом вона була зруйнована і в 1446 році Кормак Дермот Лайдір Мак Карті — король Манстера, король Десмонда, лорд Маскрі побудував на цьому місці третій за рахунком замок, який і зберігся до наших днів. Цей же король побудував замки Кілкреа та Каррігнамак.
У XVI столітті замком хотіла заволодіти королева Єлизавета I. Вона направила в Бларні графа Лестера, свою довірену людину. Але всякий раз коли він намагався домовитися про здачу замку, Мак Карті влаштовували для королівського посланника бенкет або придумували інші способи, щоб потягнути час. Коли королева зажадала у Лестера звіт про його успіхи, він відбувся довгим листом, повним витіюватих виразів. В результаті замок так і не був переданий королеві. І з того часу різні улещування та словесні викрутаси називаються в Ірландії «бларні» — по імені замку.
У 1641 році в Ірландії спалахнуло чергове повстання за незалежність. Над замком Бларні замайорів прапор Ірландської конфедерації. Замок обложив лорд Брогілл — офіцер Олівера Кромвеля. Під час облоги стіни замку нещадно бомбардувала артилерія і стіни були сильно пошкоджені. Але коли Брогілл і його солдати ввірвалися в замок, виявилося, що його захисники, захопивши все найцінніше (в тому числі золотий посуд), пішли через підземні ходи — так звані «борсукові печери» — систему підземних ходів, влаштованих під замком. Одна з гілок «борсукових печер» вела до озера. Новий власник замку Бларні намагався осушити озеро, вирішивши, що саме туди втікачі кинули золоті предмети, але безуспішно — на дні озера нічого не було.
Після реставрації монархії на Британських островах клан Мак Карті зумів повернути собі замок Бларні. Донго Мак Карті став новим власником замку і отримав титул графа Кленарті.
Наприкінці XVII століття в Ірландії спалахнули так звані Вільямітські (Якобітські) війни між королем католиком Яковом ІІ та королем протестантом Вільямом ІІІ Оранським. Ірландці підтримали Якова ІІ, що прихильно ставився до ірландців. У 1690-тих роках замком Бларні володів IV граф Кленарті — Донон Мак Карті, що теж активно підтимав якобітів. Замок захопили вільяміти. Всі землі і замок Бларні були конфісковані в клану Мак Карті. Замок кілька разів продавали, замок змінював своїх власників. Замком володів саер Річард Пейн — голова Верховного суду Ірландії, десь біля 1700 року замок придбав сер Джеймс Сент Джон Джефферс — тодішній губернатор міста Корк.
Джефферси пізніше побудували розкішний будинок біля замку — Бларні-Хаус. Цей будинок був зруйнований вогнем, але в 1874 році був побудований заміський баронський особняк, що став відомий як Бларні-Хаус, що зберіг7ся до нашого часу і стоїть на березі озера.
У середині ХІХ століття родини Джефферс та Колтюрст були поєднані шлюбом, у замку жила родина Колтюрст. У травні 2008 року тодішній власник замку — сер Чарльз Сент Джон Колтюрст — баронет подав судовий позов на чоловіка, що жив на його землі 44 роки і прадід цього чоловіка теж жив у цій садибі.

## Туризм
Замок нині частково зруйнований, але деякі частини замку і кімнати доступні для туристів. На вершині замку є «камінь Бларні» — камінь якому приписують легенди магічні властивості. Туристи, які відвідують Замок Бларні, можуть здійснити наступний ритуал — повиснути догори ногами і цілувати камінь, що, як кажуть, дає дарк красномовства. Є багато версій походження каменя, включаючи твердження про те, що це був Ліа Файл — Камінь Долі, Камінь Крику — камінь на якому коронувалися Верховні королі Ірландії. Нібито цей камінь кричав, коли до нього торкалась людина, яка гідна бути Верховним королем Ірландії.
Навколо замку розташовані великі сади. Існують дороги, що проводять подорож землями, з ознаками, що вказують на різноманітні визначні пам'ятки, такі як кілька природних скельних утворень з химерними іменами, такими як Коло Друїдів, Відьмина Печера, Кроки Бажання. Поруч є так званий «Отруйний Сад», де росте чимали отруйних дерев з різних кінців світу. Бларні-Хаус теж відкритий для туристів.